# Lista de histórias de Marv Wolfman e Jerry Ordway em Adventures of Superman

Adventures of Superman #424, a primeira das 12 edições escritas por Marv Wolfman; Jerry Ordway foi o responsável pela arte.

A seguir se apresenta a lista de histórias de Marv Wolfman e Jerry Ordway em Adventures of Superman. Entre 1986 e 1988 o escritor britânico naturalizado americano John Byrne realizou significativas contribuições à história do Superman. Nesse curto período de tempo ele escreveu, desenhou e/ou colaborou de alguma outra forma com mais de 50 histórias diferentes envolvendo o personagem, incluindo a representativa minissérie The Man of Steel. Byrne e os profissionais que o acompanharam - incluindo Wolfman e Ordway - estabeleceram uma série de conceitos que continuariam a ser adotados nos anos seguintes, tanto nos quadrinhos quanto nas adaptações das histórias do personagem para outras mídias.

## Histórico

### Antecedentes e contexto
Em meados de 1985 o editor Andrew Helfer recebeu da DC Comics a incumbência de escolher os escritores que trabalhariam nas revistas de Superman após a conclusão do evento Crise nas Infinitas Terras. Para o personagem, o crossover representaria o término de toda a continuidade estabelecida desde 1938. Vários autores foram abordados, e convidados para apresentar propostas para as revistas Action Comics e Superman.
Dentre eles, Marv Wolfman e John Byrne, que acabaram sendo contratados e realizaram profundas modificações em toda a mitologia do personagem a partir de 1986. Wolfman, por exemplo, elaborou uma nova caracterização para o vilão Lex Luthor, que desde então deixou de ser caracterizado como um "cientista louco" e passaria a ser apresentados nas histórias como um empresário corrupto dono de diversas empresas na cidade de Metrópolis. Byrne, por sua vez, revisou toda a história de origem do personagem na minissérie The Man of Steel, lançada em 1986.

### Mudanças em Lex Luthor e o início deAdventures of Superman

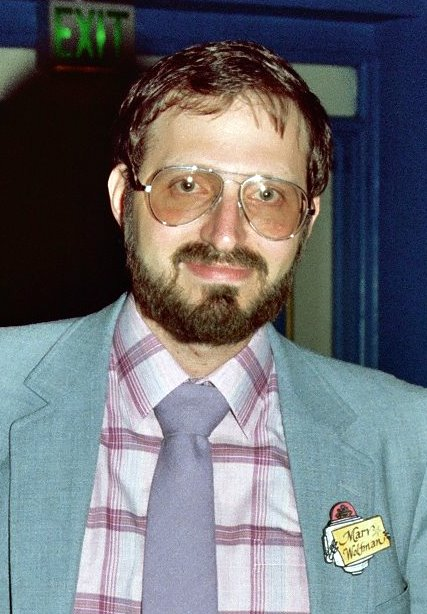
O escritor Marv Wolfman, em foto de 1982. Quatro anos depois ele trabalharia com Byrne na reformulação de Superman, escrevendo Adventures of Superman #424-435.

Entre junho e agosto de 1986 a publicação da revista Superman foi suspensa pela primeira vez em sua história: naquele período o único título protagonizado por Superman a ser publicado pela DC Comics seria a minissérie The Man of Steel, escrita e desenhada por John Byrne. Após o evento "Crise nas Infinitas Terras", toda a continuidade anterior havia sido desconsiderada e um novo cânone foi estabelecido para Superman a partir de The Man of Steel.
Toda a linha de revistas foi reformulada a partir de setembro de 1986. Enquanto a revista Superman original, mantendo sua numeração, teve seu título alterado para Adventures of Superman e passou a ser escrita por Wolfman, Byrne assumiu os roteiros e desenhos da Action Comics a partir da edição 584, e de uma nova revista intitulada Superman.
Cada uma das três revistas possuía uma temática própria. Enquanto a relançada Adventures of Superman apresentava histórias que abordavam "questões urbanas como tráfico de drogas, guerra de gangues e ataques terroristas provocados por ditadores", Action Comics passou a ser dedicada a histórias do gênero team-up
Byrne, inicialmente, não seria o roteirista da revista - nem Action Comics seria destinada à publicação de histórias team-up. A intenção original de Byrne era assumir uma das duas revistas de Superman, enquanto Wolfman assumiria a outra - e Alan Moore ficaria responsável por uma terceira revista, que seria desenhada por Jerry Ordway. O formato dessa terceira revista acabou sendo adotado por Action, Moore se desligou do projeto e Ordway se tornou o desenhista de Adventures of Superman. Antes, Wolfman pretendia assumir os roteiros de Action Comics, mas logo no início da elaboração do projeto de reformulação das revistas do personagem, ele se reuniu com Byrne para lhe expor suas ideias para Lex Luthor, sob duas condições: a primeira era que Byrne não poderia aproveitar nem parte do conceito se não aceitasse a proposta de Wolfman integralmente, tal qual ele a ofereceria; e a segunda que, se a proposta fosse rejeitada por Byrne, Wolfman não aceitaria o convite e outra pessoa teria que ser o roteirista de Action. Byrne concordou com tais termos, e ouviu a proposta. Embora Byrne julgasse interessante o conceito proposto para Lex Luthor, acabaria por rejeitar a proposta, pois Wolfman queria redefinir também a caracterização de Lois Lane, transformando-a na amante do vilão, e isso entraria em conflito com a caracterização que Byrne já tinha em mente para a personagem. Os dois acabariam por chegar a um meio-termo: a caracterização de Wolfman para Luthor foi mantida, e Byrne retrataria Lois de acordo com o que já planejava.
Reformular Luthor era algo que Wolfman pretendia realizar desde início da década de 1980. Em 1984, foram publicadas em Action Comics #584 as histórias Luthor Unleashed e Rebirth!. Enquanto na primeira Luthor desenvolve uma armadura que lhe equipara a Superman, na segunda Brainiac converte toda a sua massa corporal em energia, transformando-se num ser robótico. Tais mudanças eram parte das comemorações dos 45 anos de Superman. Os editores responsáveis pelas revistas do personagem haviam decidido que os vilões Luthor e Brainiac seriam reformulados, e Wolfman tinha ideias para os dois, mas fora decidido que ele só poderia alterar um deles — o escritor Cary Bates, que à época escrevia a revista Superman, ficaria responsável pela mudança de Luthor.
Wolfman sempre questionou qual seria a fonte dos recursos de Luthor. Declarou, quanto ao personagem: "Eu nunca 'acreditei' no Luthor original. Todas as histórias começavam com ele fugindo da prisão, encontrando algum robô gigante que ele havia escondido num laboratório secreto em algum lugar, e terminavam com ele derrotado. Minha visão era de que, se ele podia bancar todos esses laboratórios e robôs gigantes, ele não precisaria roubar bancos. Eu também pensei que Luthor não poderia ter super-poderes. Todos os outros vilões tinham super-poderes. O 'poder' de Luthor era sua mente. Ele tinha que ser mais esperto que Superman. Os poderes de Superman tinham que ser inúteis contra Luthor porque eles não poderiam enfrentar um ao outro fisicamente, e Superman simplesmente não era mais esperto que Luthor. Eu pensei que Luthor deveria ser tão 'legal' quanto possível, e seus crimes deveriam ser tão brilhantemente concebidos que Superman não poderia acusá-lo. A melhor forma de conseguir isso era transformá-lo num empresário/cientista". Na visão do escritor, entretanto, a mudança na caracterização de Luthor foi feita no momento correto. Se feita em 1984, ela não teria, sozinha, evitado a necessidade de um reboot e "acabaria se perdendo em meio às mudanças" feitas posteriormente. Ao estabelecer o "novo" Luthor ao mesmo tempo que o "novo" Superman, criou-se "uma história maior".

### Novos personagens
Em sua primeira edição, Wolfman introduziu dois novos personagem: Cat Grant e Emil Hamilton. Grant era uma bela jornalista que havia acabado de ser contratada pelo Planeta Diário, e ela e Clark se sentem atraídos um pelo outro desde o momento em que se conhecem. Wolfman a incluiu nas histórias para "tornar Clark mais real, mais cool", alguém por quem uma colega de trabalho pudesse se sentir atraída fisicamente. Hamilton, por sua vez, era um cientista e ex-funcionário de Luthor cujo sobrenome era uma homenagem ao notório escritor Edmond Hamilton, responsável por inúmeras histórias de Superman durante a "Era de Prata". Segundo Ordway, Hamilton inicialmente não figuraria nas revistas por muito tempo, pois Wolfman planejara usá-lo apenas até a conclusão daquele primeiro arco de história, onde o cientista termina "completamente ferrado por Lex Luthor e na cadeia". No ano seguinte o desenhista resolveria retomar o personagem, utilizando-o como "alguém que cumpre sua pena e passa a servir a um bom propósito graças a [influência de] Superman".
Dentre as contribuições de Ordway para a revista, destaca-se a criação do personagem Bibbo Bibbowski. Durante a produção de Adventures of Superman #428, Ordway viu no roteiro de Wolfman uma oportunidade de homenagear sua infância, ainda que sutilmente. O roteiro pedia por um personagem "durão" (a tough guy, no original), que não teria muito destaque na trama, mas que Ordway queria caracterizar de forma significativa. O desenhista havia crescido numa vizinhança marcada pela presença de uma tradicional taverna, e um dos frequentadores daquele estabelecimento seria a inspiração para Bibbo: "um dos 'personagens' daquela taverna, quando eu era criança, era um homem chamado Joe Kominski. Joe era um marinheiro mercante, um típico trabalhador das docas — tudo aquilo que Bibbo viria se tornar. Ele era um cara durão, mas um doce de pessoa. Ele era aquele cara que encarava 15 policiais sozinho durante um protesto, mas era também o cara que levava a mim e ao meu irmão, quando nós dois éramos crianças, até a casa do nosso avô. Ele era o nosso guardião, e era um cara sensacional. Então, quando eu pensei naquele cara durão [que Wolfman usaria na história] e pensei 'Sabe, esse cara vai ser o Jojo'". Ordway desenharia o personagem com o mesmo chapéu e casaco característicos de Kominski, mas o nome "Jojo" encontraria certa oposição por parte de Carlin, que sugeriria "Bibbo" em substituição.
Naquele ano, Ordway também teria sido o responsável pelo argumento do arco de história que introduziu o personagem Gangbuster. Ainda no segundo semestre de 1986, durante a publicação das primeiras edições de Adventures of Superman, Ordway colaborou com o roteiro de Adventures of Superman #426, sendo inclusive creditado como "co-roteirista" naquela edição. Os arte-finalistas Mike Machlan e Al Vey o haviam ajudado na elaboração do roteiro. Machlan e Ordway posteriormente discutiriam sobre como inserir o personagem Guardião novamente no elenco de apoio de Superman, mas como este não estava disponível, resolveram criar um novo personagem.

### Os conflitos entre Wolfman e John Byrne

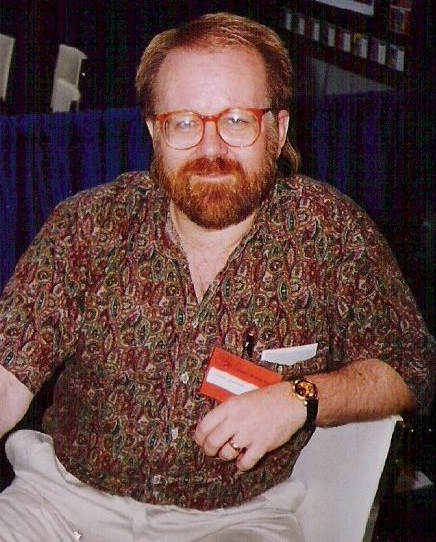
O escritor e desenhista John Byrne.

Durante o período em que trabalhou na revista, Wolfman entrou numa série de conflitos com Byrne que o levariam a deixar o cargo de roteirista de Adventures of Superman ainda em 1987. Em uma entrevista publicado no livro de 2006 The Krypton Companion, Wolfman afirma que suas histórias eram, em muitos aspectos, uma continuidade do trabalho que ele vinha fazendo com o personagem desde antes da reformulação. Ele já havia assumido os roteiros de Action Comics ainda no início da década de 1980, e, por mais que o universo do personagem tenha mudado radicalmente em 1986, manteve a mesma abordagem. Quanto ao assunto, declarou: "Eu sei que continuarei sendo conhecido como o escritor que reformulou Luthor e Brainiac, mas eu também gostaria de ser lembrado como alguém que tentou incluir nas histórias um senso de ação, de caráter, que mostrasse que ele era mais uma pessoa com problemas e preocupações que nada tinha tinham a ver com seus super-poderes. Eu gosto de pensar que as histórias que fiz com Gil [Kane], Curt [Swan] e mais tarde Jerry [Ordway] mostraram um personagem que ainda era moderno e divertido e eram baseadas em algo mais do que simplesmente Superman enfrentando robôs gigantes".
Embora tivessem como ponto de partida as primeiras histórias de Superman, buscando retratar o herói da mesma forma que Siegel e Shuster o haviam concebido, Byrne e Wolfman não compartilhavam da mesma visão na hora de aplicar esse conceito. Enquanto Wolfman queria fazer com que Superman voltasse a enfrentar os inimigos que ele enfrentava nessas primeiras histórias — membros de gangues, políticos corruptos, assaltantes e outros "criminosos terrenos" — Byrne queria que ele escrevesse em Adventures of Superman histórias que mostrassem Superman tendo aventuras no espaço sideral. Wolfman se recusou.
No livro Modern Masters: Jerry Ordway, o desenhista responsável pela arte de Adventures of Superman, expôs sua visão sobre os conflitos entre Wolfman e Byrne: "Logo nos primeiros meses vi que havia problemas. Era tudo uma situação infeliz, porque claramente havia... Enfim, eu não era parte do atrito entre Marv Wolfman e John Byrne, mas claramente os dois tinham alguns problemas. Eu não sei se Marv não gostava da ideia de ser, de certa forma, um "subordinado", porque num determinado ponto era Byrne quem efetivamente controlava a mitologia, ou se era outra coisa, mas os roteiros estavam ficando prontos com muito atraso". Os atrasos nos roteiros representavam também um atraso nos desenhos e, consequentemente, na arte-final. Mike Machlan e Al Vey foram alguns dos profissionais que tiveram que auxiliar na arte-final para que a revista não atrasasse e durante a produção da terceira edição Ordway já estava tendo que, não apenas ajudar na elaboração não apenas dos roteiros, mas também que fazer a arte-final dos próprios desenhos, na busca por manter o rigoroso cronograma que deveria ser mantido. Não havia espaço para fill-ins ou atrasos, segundo a editora.

## Lista de edições por Wolfman e Ordway (1986-1987)
| #  | Ed. | Título       | Roteiro      | Arte         |
| -- | --- | ------------ | ------------ | ------------ |
| 1  | 424 | "Man O' War" | Marv Wolfman | Jerry Ordway |
| 2  | 425 | Marv Wolfman | Jerry Ordway |              |
| 3  | 426 | Marv Wolfman | Jerry Ordway |              |
| 4  | 427 | Marv Wolfman | Jerry Ordway |              |
| 5  | 428 | Marv Wolfman | Jerry Ordway |              |
| 6  | 429 | Marv Wolfman | Jerry Ordway |              |
| 7  | 430 | Marv Wolfman | Jerry Ordway |              |
| 8  | 431 | Marv Wolfman | Jerry Ordway |              |
| 9  | 432 | Marv Wolfman | Jerry Ordway |              |
| 10 | 433 | Marv Wolfman | Jerry Ordway |              |
| 11 | 434 | Marv Wolfman | Jerry Ordway |              |
| 12 | 435 | Marv Wolfman | Jerry Ordway |              |

## Lista de edições por Ordway e Byrne (1987-1988)
| #      | Ed. | Título       | Roteiro      | Arte |
| ------ | --- | ------------ | ------------ | ---- |
| 1 (13) | 436 | John Byrne   | Jerry Ordway |      |
| 2 (14) | 437 | John Byrne   | Jerry Ordway |      |
| 3 (15) | 438 | Marv Wolfman | Jerry Ordway |      |
| 4 (16) | 439 | John Byrne   | Jerry Ordway |      |
| 5 (17) | 440 | John Byrne   | Jerry Ordway |      |
| 6 (18) | 441 | John Byrne   | Jerry Ordway |      |
| 7 (19) | 442 | John Byrne   | Jerry Ordway |      |
| 8 (20) | 444 | John Byrne   | Jerry Ordway |      |

## Ordway e Byrne nos roteiros deAdventures of Superman

### Emil Hamilton e o "legado" de Wolfman
Com Byrne assumindo os roteiros de Adventures of Superman, Ordway viu a oportunidade de ser oficialmente creditado como co-roteirista.

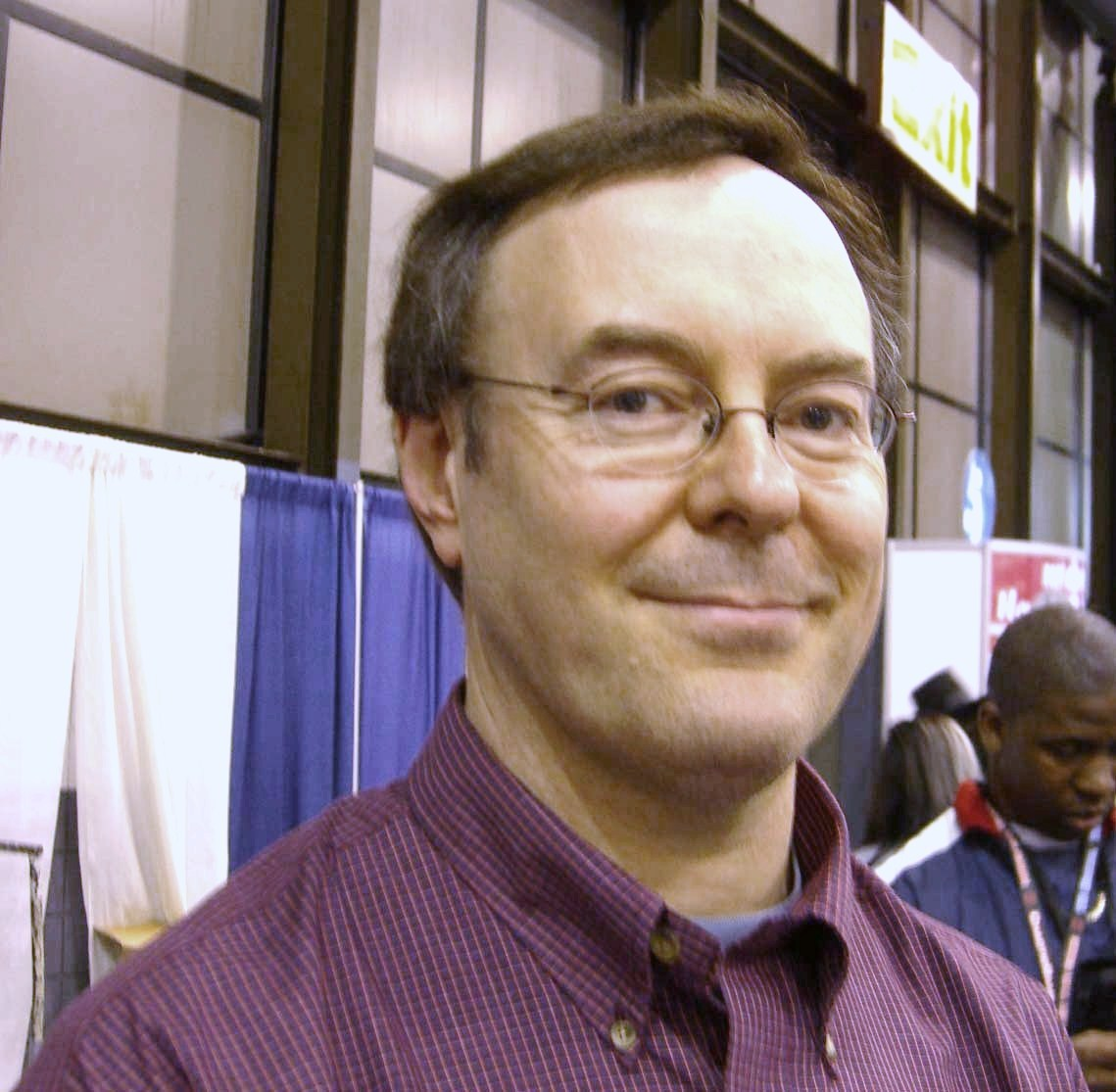
Jerry Ordway seria inicialmente apenas o desenhista de Adventures of Superman, mas acabou se tornando também o roteirista da publicação.

### A tensa saída e sucessão de Byrne

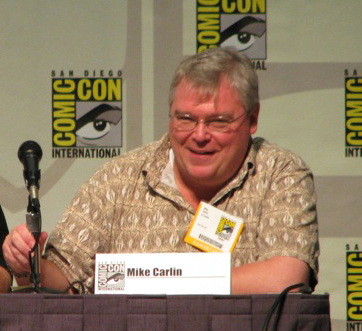
O editor Mike Carlin (em foto de 2007) foi o responsável por continuar o projeto de reformulação do das revistas de Superman após o abandono de John Byrne.

No livro Modern Masters: Jerry Ordway, publicado em 2007, Ordway narra ao jornalista Eric Nolen-Weathington que num determinado dia Byrne simplesmente chegou à editora e entregou o roteiro para a 22ª edição — já prevista para ser a conclusão da "Saga da Supergirl" — avisando: "Estou fora. Esta é a minha última edição". Originalmente, a saga seria publicada em Superman #21-22 e Adventures of Superman #443 — mas não havia um roteiro para a próxima edição de Adventures of Superman, e com a saída de Byrne, também não havia, imediatamente, quem o escrevesse.
Mais de um ano de histórias posteriores — em particular quanto ao que fazer para desenvolver a nova Supergirl — já haviam sido discutidas, mas não roteirizadas, então o editor Mike Carlin se viu com a responsabilidade de seguir adiante com um projeto ainda em andamento — "uma obra que havia perdido o arquiteto antes de ser completamente construída", definiria Ordway. O escritor Roger Stern, que já era o responsável pela "tira" de Superman publicada à época em Action Comics Weekly, foi contratado para roteirizar Superman, e Ordway acabou sendo "promovido" ao cargo de roteirista de Adventures of Superman. Um roteiro da autoria de Ordway, produzido como um teste para uma edição especial que só seria publicada meses depois acabou sendo remanejado para a 443ª edição de Adventures of Superman, e no mês seguinte enfim seria publicada Superman #21, com o início da "Saga da Supergirl", bem como Adventures of Superman #444, também roteirizada por Byrne, mas desenhada por Ordway. Em 3 de maio de 1988, quando a conclusão da história foi publicada, Stern e Ordway já estavam adaptados ao cronograma.
A conclusão da "Saga da Supergirl", em Superman #22, acabaria por se tornar um dos momentos mais controversos não apenas daquele período, mas de toda a história do personagem. Após fracassar em impedir que Zod e seus comparsas destruam a Terra do universo compacto, Superman usa uma pedra de kryptonita amarela — minério cuja radiação remove os poderes dos kryptonianos — armazenada no laboratório do Lex Luthor daquele universo para incapacitá-los. Quando os vilões ameaçam encontrar uma forma de contra-atacar, Superman decide executá-los, usando outra pedra de kryptonita — verde, cuja radiação é letal para os kryptonianos — como forma de punição pelos bilhões de assassinatos que eles haviam cometido.

### Roger Stern, Burn Out e Exile

A DC Comics anunciou ainda em 1988 a continuação das aventuras de Superman com Burn Out, um arco de história que sucederia A Saga da Supergirl.

## Lista de edições por Ordway (1988-1989)
| #       | Ed. | Título       | Roteiro | Arte |
| ------- | --- | ------------ | ------- | ---- |
| 1 (21)  | 443 | Jerry Ordway | ASA     |      |
| 2 (21)  | 445 | Jerry Ordway | ASA     |      |
| 3 (22)  | 446 | Jerry Ordway | ASA     |      |
| 4 (23)  | 447 | Jerry Ordway | ASA     |      |
| 5 (24)  | 448 | Jerry Ordway | ASA     |      |
| 6 (25)  | 449 | Jerry Ordway | ASA     |      |
| 7 (26)  | 450 | Jerry Ordway | ASA     |      |
| 8 (27)  | 451 | Jerry Ordway | ASA     |      |
| 9 (28)  | 453 | Jerry Ordway | ASA     |      |
| 10 (29) | 454 | Jerry Ordway | ASA     |      |
| 11 (30) | 455 | Jerry Ordway | ASA     |      |
| 12 (31) | 456 | Jerry Ordway | ASA     |      |

## Repercussão

### Prêmios e indicações
O trabalho desenvolvido entre 1986 e 1988 não recebeu prêmios, mas acumulou três indicações: uma ao Eisner Award e duas ao Harvey Award.
| Ano  | Premiação    | Categoria         | Obra                                     | Resultado |
| ---- | ------------ | ----------------- | ---------------------------------------- | --------- |
| 1988 | Harvey Award | Melhor desenhista | Jerry Ordway, por Adventures of Superman | Indicado  |

### Vendas

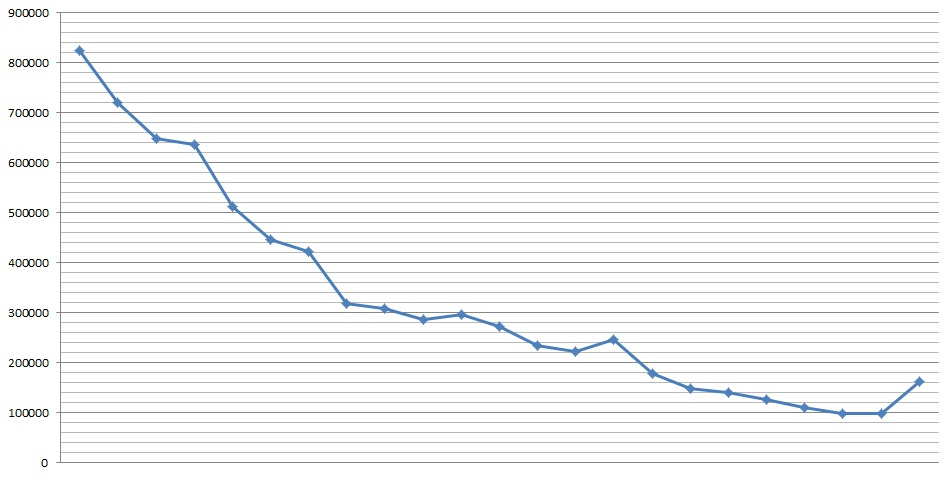
Vendas da revista Superman entre 1965 e 1987.

Não é possível determinar especificamente o impacto que o novo título teve nas vendas da revista, mas este é considerado como bastante positivo. Segundo dados contabilizados pelo historiador John Jackson Miller, a revista Superman, entre 1985 e 1986, vendeu uma média de 98 mil exemplares - os mais negativos resultados numa década marcada até então pela queda nas vendas. No ano seguinte, já com Wolfman nos roteiros e denominada Adventures of Superman, a revista vendeu cerca de 161 mil exemplares - e as vendas da revista, segundo o desenhista Jerry Ordway, eram "mais fracas" em comparação com os resultados obtidos por Action Comics e Superman após o relançamento. Segundo Wolfman, que era escritor de Action Comics antes do reboot, a DC Comics havia reunido dados que mostravam que a revista vendia, entre 1981 e 1985, mais exemplares que Superman, mas o escritor não foi capaz de fornecer números específicos. Por fim, uma matéria publicada na revista americana TIME em 1988 relatava que as revistas haviam vendido no ano anterior uma "média de 200 mil exemplares" - o dobro do que havia sido registrado até 1986.